# Linda Wichterlová
Linda Wichterlová (rozená Ludmila Zahradníková, 18. srpna 1917 Prostějov – 24. listopadu 2023) byla česká stomatoložka, vědkyně, manželka a asistentka Otto Wichterleho.

## Životopis
Narodila se jako Ludmila v rodině prostějovského obchodníka Kamila Zahradníka (20. června 1893 Prostějov – ?) a Květeny, roz. Krapkové (30. května 1893 Prostějov – ?). Vystudovala gymnázium v Prostějově a začala studovat medicínu, ale studium nemohla dokončit kvůli zavření vysokých škol v roce 1939. Dne 25. června 1938 se provdala za Ottu Wichterleho v nedaleké obci Stražisko, kde měli letní sídlo a kam téměř do konce života každý rok dojížděla. Po druhé světové válce vystudovala zubní lékařství a od roku 1952 pracovala ve Výzkumném ústavu stomatologickém v Praze. Od roku 1961 spolupracovala se svým manželem na výzkumu kontaktních čoček. V roce 1968 oba podepsali Dva tisíce slov.
Ovládala angličtinu, němčinu, francouzštinu, italštinu, ruštinu, latinu a řečtinu.